# Basileopátor

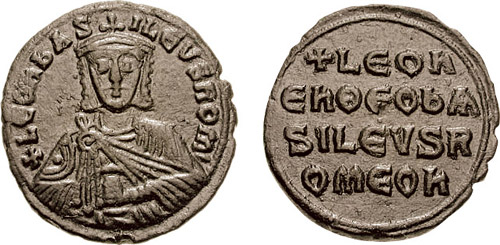
Fólis do imperador

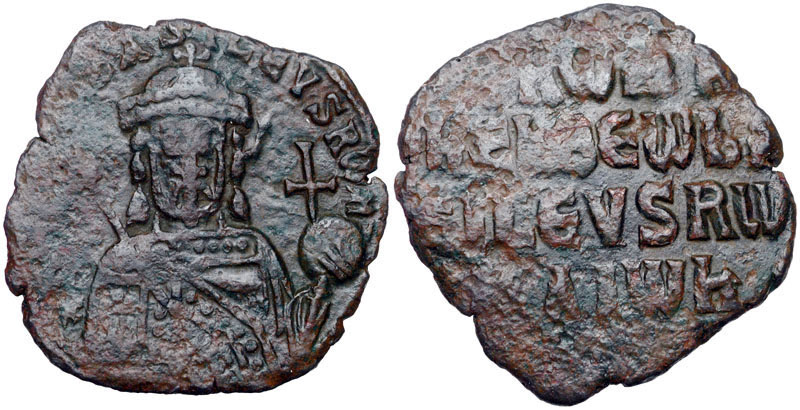
Fólis do imperador

Basileopátor (em grego: βασιλεοπάτωρ; lit. "pai do basileu [imperador]") foi um dos mais altos títulos seculares do Império Bizantino. Foi um posto excepcional (o Cletorológio de Filoteu de 899 lista como uma das "dignidades especiais"), conferido apenas duas vezes na história do império. Seus titulares não foram os pais biológicos dos imperadores bizantinos, e embora as exatas funções associadas com o posto permanecem obscuras, é geralmente conjecturado que foi concebido para denotar um regente atuando como um guardião e tutor sobre um jovem imperador. Uma interpretação diferente, no entanto, tem sido oferecida por A. Schmink, através do qual o basileopátor, encontrado tanto em selos contemporâneos e na hagiografia Vida de Teófano, deve ser preferido. O título poderia ser interpretado no sentido de "pai do palácio", confirmando a posição do titular como principal assessor do imperador bizantino sem implicar qualquer tipo de tutela sobre ele.
O título foi criado, em algum momento entre agosto de 891 e maio de 893, pelo imperador Leão VI, o Sábio (r. 886–912) para Estiliano Zautzes, o pai da amante de longa-data e segunda esposa Zoé Zautsina. Vindo além de seu título de magistro e da posição de logóteta do dromo, por este ato Leão,de acordo com a interpretação tradicional, formalmente colocou os assuntos do Império Bizantino nas mãos de Zautzes até a meste deste último, em 899. Estudos mais recentes, contudo, tem dúvidas sobre a imagem do "basileopátor todo-poderoso", citando provas em apoio de um controle efetivo de Leão do governo. De qualquer forma, o título foi dado a Estiliano no ápice de sua burocracia civil, diretamente abaixo do próprio imperador bizantino.
O título foi revivido em 919 pelo imperador Romano I (r. 920–944), após ele casar sua filha Helena Lecapena com o imperador Constantino VII (r. 913–959), mas no ano seguinte ele foi elevado para césar e, após poucos meses, para coimperador sênior. O título não foi usado posteriormente, exceto em contexto literário; Simeão Metafrastes por exemplo anacronicamente chamou Arsênio, o Grande como basileopátor, uma vez que ele foi tutor de Honório e Arcádio, os filhos do imperador Teodósio (r. 379–395). Houve também uma tentativa por partidários do imperador Miguel VIII Paleólogo (r. 1259–1282) para reviver o título em 1259, quando foi nomeado regente sob o imperador infante niceno João IV Láscaris (r. 1258–1261), mas não houve resultados.